# Surab Kapanadse

Surab Kapanadse

Surab Kapanadse (georgisch ზურაბ კაპანაძე, englische Transkription: Zurab Kapanadze; * 15. November 1924 in Tiflis; † 20. Oktober 1989 ebenda) war ein georgischer Künstler, der 1967 mit dem Titel eines Ehrenkünstlers Georgiens ausgezeichnet wurde.

## Lebenslauf
Kapanadse wurde am 15. November 1924 in Tiflis geboren, seine Eltern waren Raschden und Sofie Kapanadse. Der Vater des Künstlers war Schriftsetzer, die Mutter Hausfrau. Durch die Arbeit in der Druckerei erkrankte der Vater an einer Lungenkrankheit und starb früh. Damals war Sura sechs Jahre alt. Sofie, mit 30 verwitwet, zog drei Kinder auf. Die älteren Schwestern Russudan und Ketewan sorgten um den jüngeren Sura.
1953 absolvierte Surab Kapanadse die Staatliche Akademie der Künste Tiflis, wo er von Joseph Scharlemann, Sergei Kobuladse, W. Schorpolow, Soso und Duda Gabaschwili unterrichtet wurde. Ab 1953 nahm er sowohl in Georgien als auch in anderen sowjetischen Republiken und auch im Ausland an Ausstellungen teil. Er war Professor am Lehrstuhl für angewandte Grafik an der Staatlichen Akademie der Künste Tiflis, leitender Künstler der Redaktions- und Verlagsabteilung des Theaterkünstlerbundes, leitender Kunstredakteur des Verlags Helowneba („Kunst“), einige Jahre arbeitete er als Illustrator der Kinderzeitschrift für Dila.
Surab Kapanadse hat bis zu 200 grafisch dekorierte Buchausgaben, dekorative Großformen, Plakate, Posters, Broschüren und Kalender hinterlassen.
1952 heiratete Surab Kapanadse Tamar Papkowa. Er hatte zwei Kinder und zwei Enkelkinder. Er starb am 20. Oktober 1989 und ist in Tiflis im Pantheon des Saburtalo-Bezirks bestattet.

## Werk
Surab Kapanadse war meistens im Bereich der Buchdekoration tätig. Zu seinem Hauptwerk gehören Illustrationen zu folgenden Ausgaben: Irakli Abaschidse: „Was erlebte Tiflis“ (1963), Schota Rustaweli: „Der Recke im Tigerfell“ auf Englisch, übersetzt von Venera Uruschadse, mit einem Vorwort von D. Lang, in Memoriam Marjory Wardrop (1966), Miniaturausgabe „Des Recken im Tigerfell“ (1967), „Altgeorgische Manuskripte“ (1970). Im „Goldenen Bestand der Georgischen Bücher“ werden folgende von ihm dekorierte und als Layout vorbereitete Ausgaben aufbewahrt: „Das Triptychon von Chachuli“ (1972), Denerik Demirtschianis „Wardananch“ – ein historischer Roman in zwei Bänden (1962), Miniaturausgabe von Ishikawa Takubokus „Hundert Tankas“ (1970), die an den internationalen Buchmessen in Bratislava und Brüssel großen Erfolg hatte.
Den Literaturwerken aus verschiedenen Epochen gegenüber hatte Surab Kapanadse während ihrer Dekorierung unterschiedlichen Zugang. Vermutlich bereitete er sich umfangreich vor, um mit ausgewählten Kunstmethoden „Antigone“ von Jean Anouilh oder „Rot und Schwarz“ von Stendhal, „Die Plage der Helden“ oder „Chronik“ von Lewan Gotua, „Malerei von Ubisi“ oder georgische Volksmärchen, einen Band japanischer Dichtung, „Den Recken im Tigerfell“ und anderes zu dekorieren.
Surab Kapanadses Illustrationen zu „Schuschaniks Leiden“ blieben unveröffentlicht. Die Kunstwissenschaftlerin Anna Kldiaschwili hat diese Arbeit des Künstlers folgenderweise beurteilt: „Eine makellos akademische Zeichnung, etwas stilisiert, Kompositionen sind nach klassischen Grundsätzen aufgebaut, die hervorragenden Gestalten der Buchpersonen hätten sicherlich eine jede Ausgabe schmücken können.“ Trotzdem war der Künstler selbst der Meinung, er habe seine Aufgabe nicht bewältigen können, weswegen die Illustrationen in die Jubiläumsausgabe von „Schuschaniks Leiden“ nicht eingeschlossen wurden.
Bemerkenswert ist der Beitrag Surab Kapanadses an Dekorierung von Großformatkalender und bildhaften georgischen Alphabets in großer Schrift, die der Propaganda georgischer Kultur dienen. Einer der ersten georgischen Kirchenkalender ist von ihm dekoriert worden. Das von ihm geschaffene Fantasieporträt von König Parnawas gewann große Popularität und wurde zum chrestomathischen Muster.
Surab Kapanadse war ein Meister der Staffeleigrafik. Besonders bemerkenswert unter seinen Staffeleiwerken ist „Berikaoba“, in dem heimische Folkloreelemente in die konventionelle Sprache der Grafik übertragen wurden. Surab Kapanadses Staffeleigrafik zeigt die Einstellung eines Großformatkünstlers. Seine Malerei ist von einer Konvexität und inneren Fülle ausgezeichnet. Ein Ding bei ihm ist immer räumlich. Dieses Merkmal drückt sich unter anderem in einem seiner wunderbaren Poster, den der Künstler der tifliser Premiere von Richard Wagners Oper „Der fliegende Holländer“, aufgeführt von Hermann Wedekind, gewidmet hat.
Surab Kapanadse arbeitete produktiv im Bereich der großmaßstäbigen Kunst. Zusammen mit einer Gruppe Künstler und Architekten (zu der auch Giorgi Tschachawa gehörte) hat er zur Einführung einer neuen Kunstgattung beigetragen: der sogenannten „funktionellen architektonischen Bildhauerei“. Die Gruppe erarbeitete eine neue Technologie zur Herstellung des flüssigen Glases, wofür sie auch patentiert wurde. Zum symbolischen Denkmal der Gruppe wurde das Cafe „Fantasie“ in Batumi. Das Gebäude ist in der Form eines Tintenfisches gebaut. 
Surab Kapanadse gehörte zu der Generation der 1950er, die rein künstlerische und formelle Innovationen eingeführt hat. Der Künstler ist niemals Kompromisse eingegangen und hat kein Porträt eines kommunistischen Anführers geschaffen, obwohl er bei der Arbeit an Plakaten oft die Wünsche der bestellenden Seite erfüllen musste.

## Preise
- I.-Fjodorow-Diplom („Georgische Manuskripte“, 1970) am allsowjetischen Konkurs, dem 100. Geburtstag W. I. Lenins gewidmet.
- Goldmedaille an der sowjetischen Ausstellung volkswirtschaftlicher Leistungen (Miniaturausgabe „Des Recken im Tigerfell“, 1967).
- Bronzemedaille an der sowjetischen Ausstellung volkswirtschaftlicher Leistungen (Musiklehrbücher für 1. und 2. Klassen, 1964).
- Diplom 2. Grades am allsowjetischen Konkurs für beste Buchausgaben 1960–1967 („Der Recke im Tigerfell“, ins Englische übersetzt von Venera Uruschadse, 1966).
- Diplom 2. Grades am Konkurs „400 Jahre des russischen Buches“ (Irakli Abaschidses „Was erlebte Tbilissi“,1963).

## Galerie

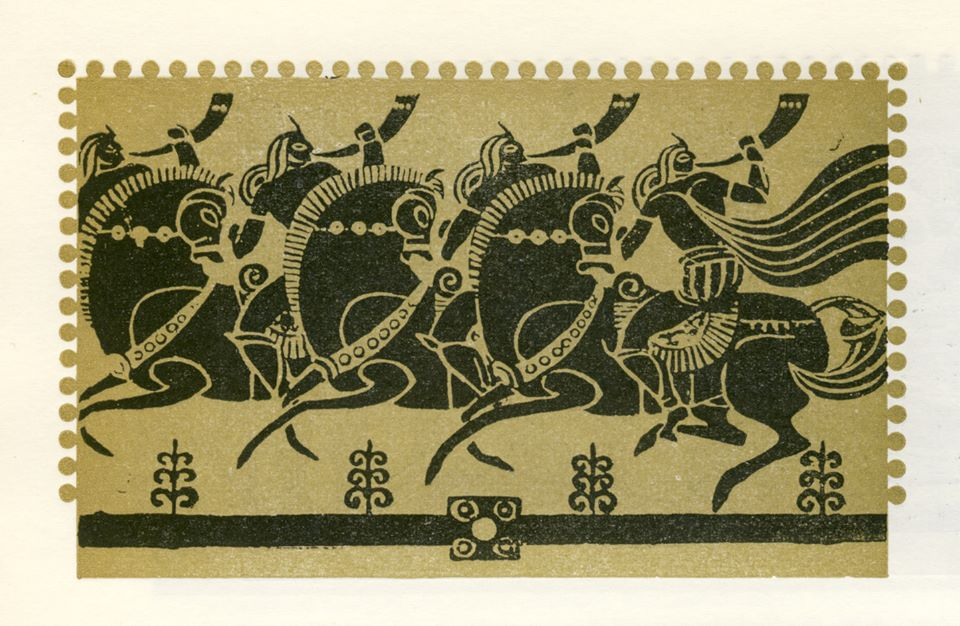
„Der Recke im Tigerfell“ 1966
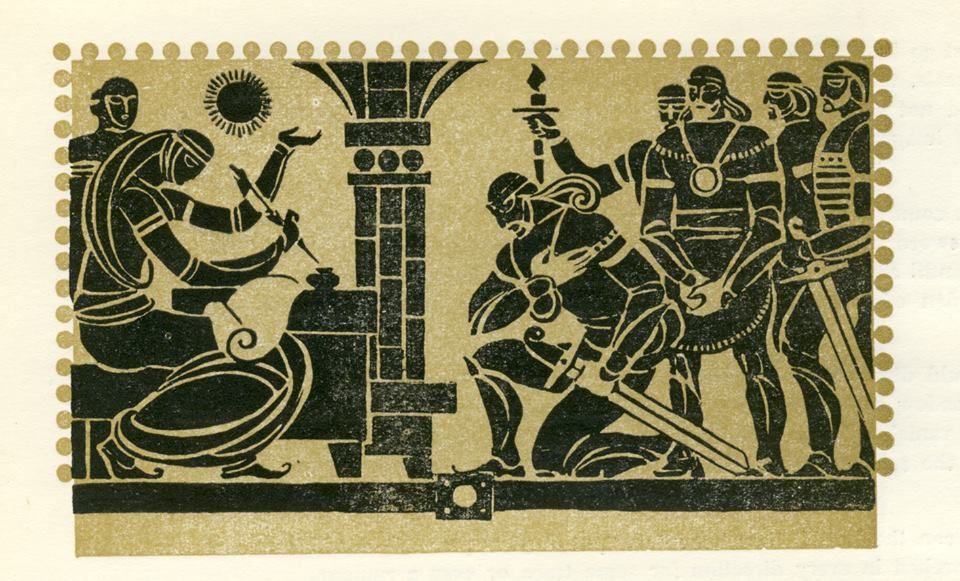
„Der Recke im Tigerfell“ Illustration 1966
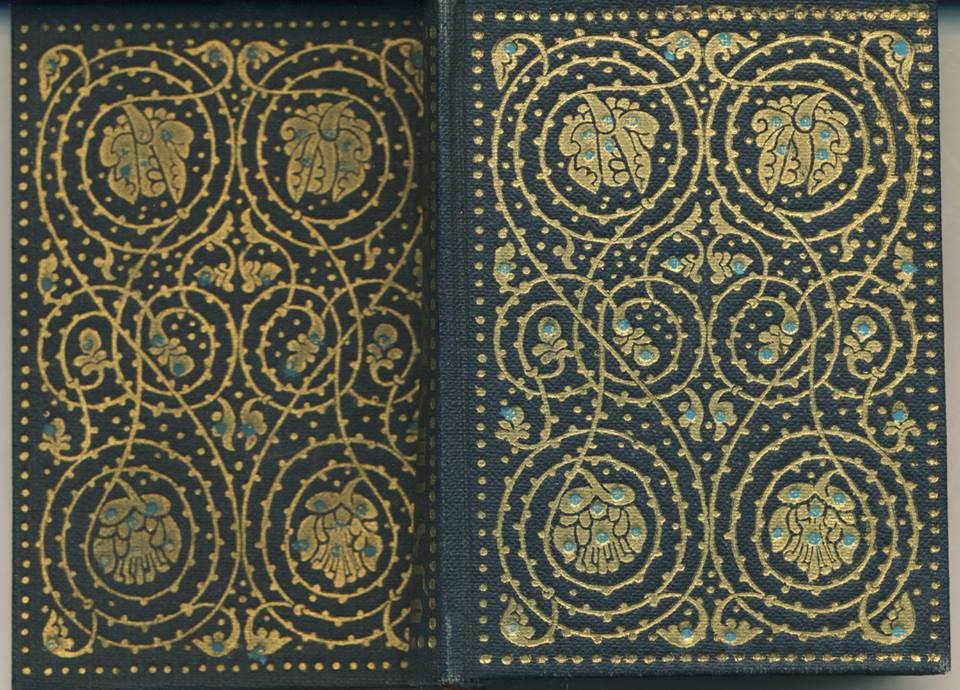
„Der Recke im Tigerfell“ Umschlag der Miniaturausgabe
Königin Tamar, Irakli Abaschidses „Was erlebte Tbilissi“
Irakli Abaschidses „Was erlebte Tbilissi“
Lewan Gotuas „Chronik“
König Parnawas
Poster von Richard Wagners „Lohengrin“
Cafe „Fantasie“ in Batumi
Surab Kapanadse – Königin Tamar
„Georgische Manuskripte“ Umschlag
Grafischer Schmuck für eine Ausgabe „Der Recke im Tigerfell“
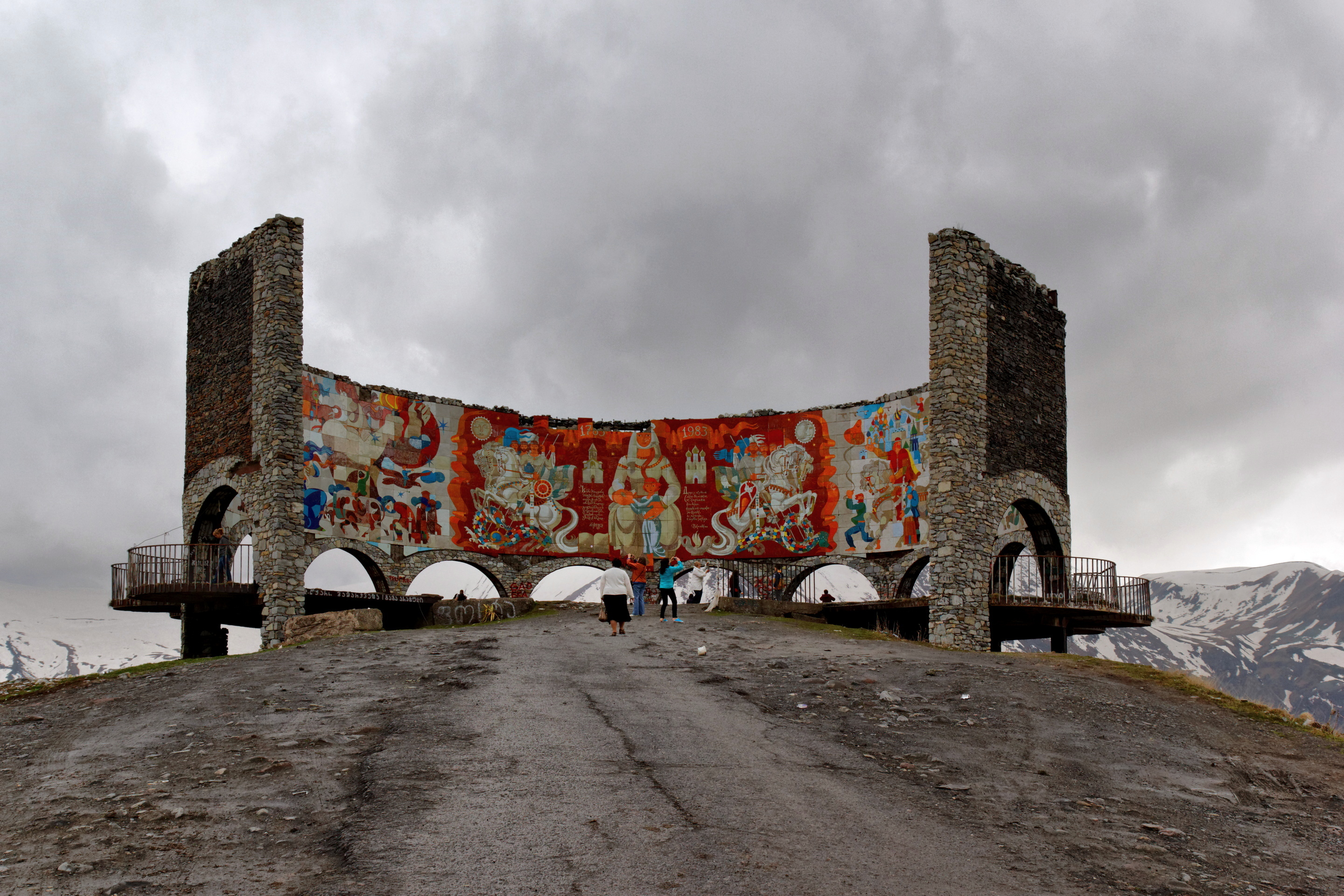
Georgisch-Russisches Freundschaftsmonument, 1983